# Dmitri Iwanowitsch Schtscherbakow
Dmitri Iwanowitsch Schtscherbakow (russisch Дмитрий Иванович Щербаков, wissenschaftliche Transliteration Dmitrij Ivanovič Ščerbacov; * 1. Januarjul. / 13. Januar 1893greg. in Nowosybkow, Oblast Brjansk, Russisches Kaiserreich; † 25. Mai 1966 in Moskau) war ein sowjetischer Geologe und Geochemiker, der insbesondere zur allgemeinen Geologie, zur Geochemie der seltenen Metalle und radioaktiven Elemente arbeitete. Er wurde 1953 Mitglied der Akademie der Wissenschaften der UdSSR und erhielt 1965 den Leninpreis, einer der höchsten Staatspreise der Sowjetunion.

## Leben

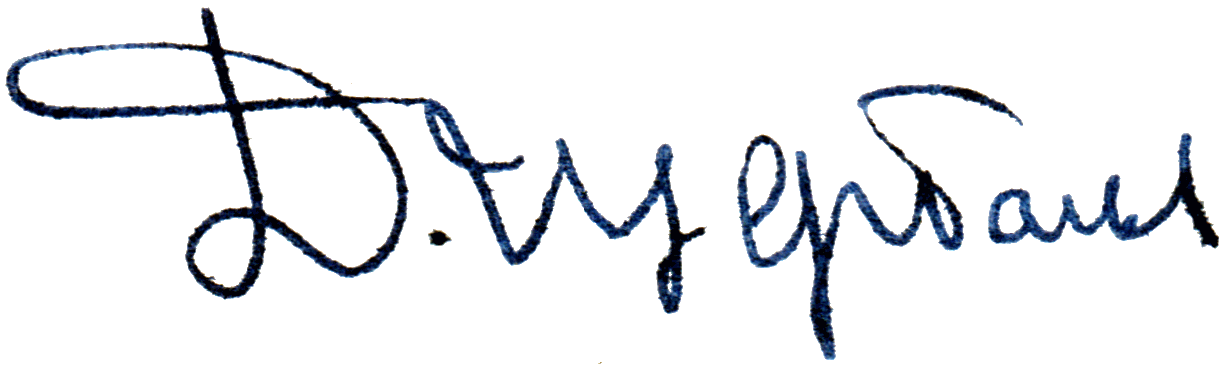
Unterschrift von Dmitri Iwanowitsch Schtscherbakow (1954)

Dmitri Iwanowitsch Schtscherbakow begann nach dem Besuch des Gymnasiums in Sankt Petersburg ein Studium der Geologie am Polytechnischen Institut Kaiser Peters des Großen und hörte Vorlesungen von Wladimir Iwanowitsch Wernadski und Alexander Jewgenjewitsch Fersman. Nachdem er sein Studium an der Nationalen Taurischen Universität „Michail Wassiljewitsch Frunse“ bei Wladimir Afanassjewitsch Obrutschew 1922 abgeschlossen hatte, war er Wissenschaftlicher Mitarbeiter am Polytechnischen Institut „Michail Iwanowitsch Kalinin“ in Leningrad, an der Staatlichen Universität Leningrad und der Kommission für das Studium der Produktivkräfte (KEPS) sowie anderer Organisationen der Akademie der Wissenschaften der UdSSR wie dem Radium-Institut „Witali Grigorjewitsch Chlopin“. 1928 war er erstmals unter der Leitung des Chemikers Nikolai Petrowitsch Gorbunow wissenschaftlicher Leiter einer tadschikisch-pamirischen Expedition der Akademie (siehe Deutsch-Sowjetische Alai-Pamir-Expedition), an der unter anderem der Geograph und Glaziologe Nikolai Leopoldowitsch Korschenewski, der Politiker und Bergsteiger Nikolai Wassiljewitsch Krylenko, der Geophysiker Otto Juljewitsch Schmidt teilnahmen.
Danach war Schtscherbakow zwischen 1930 und 1938 Wissenschaftlicher Mitarbeiter des neu gegründeten Geochemischen Instituts, das 1937 in Institut für Geologische Wissenschaften der Akademie der Wissenschaften der UdSSR umbenannt wurde, und 1938 wissenschaftlicher Leiter einer weiteren Expedition der Akademie in Zentralasien. 1936 erhielt er den Titel eines Doktors der geologischen und mineralogischen Wissenschaften. Nach seiner Rückkehr fungierte er von 1938 bis 1941 als Leiter des Sektors Mineralogie und Geochemie des Instituts für Geologische Wissenschaften sowie zwischen 1943 und 1948 als wissenschaftlicher Leiter eines Sektors am Allunionsinstitut für mineralische Rohstoffe. Während dieser Zeit wurde er 1946 unter gleichzeitiger Verleihung des Titels Professor zunächst korrespondierendes Mitglied sowie 1953 Mitglied der Akademie der Wissenschaften der UdSSR. In der Folgezeit bekleidete er zwischen 1953 und 1963 den Posten als Sekretär der Abteilung für Geologische und Geographische Wissenschaften der Akademie der Wissenschaften. Er führte geologische Forschungen in Zentralasien, dem Kaukasus, der Halbinsel Kola und Transbaikalien durch. Eines der Hauptwerke seiner Arbeiten lag auf dem Gebiet der kleinen sowie seltenen Elemente und seine wissenschaftlichen Vorhersagen dienten als Grundlage für die Entdeckung industrieller Vorkommen von Antimon und Quecksilber in Kirgisistan, natürlichem Schwefel in der Karakum-Wüste, Molybdän, Wolfram und Arsen im Kaukasus. Er war zudem einer der Initiatoren von Unterstützungs- und Ultratiefbohrungen, die das absolute Alter geologischer Formationen bestimmte und metallgeologische Karten erstellte. Ferner war er als Förderer der Popularisierung der geologischen und geographischen Wissenschaften bekannt.
Zuletzt wurde Dmitri Iwanowitsch Schtscherbakow 1963 Leiter von zwei wissenschaftlichen Abteilungen des 1955 gegründeten Instituts für Geologie der Erzlagerstätten, Petrographie, Mineralogie und Geochemie (IGEM RAN) und bekleidete diese Funktionen bis zu seinem Tode 1966. 1965 erhielt er den Leninpreis, einer der höchsten Staatspreise der Sowjetunion. Darüber hinaus wurde er zwei Mal mit dem Leninorden, zwei Mal mit dem Orden des Roten Banners der Arbeit, dem Orden des Roten Sterns, der Medaille „Für die Verteidigung des Kaukasus“ sowie der Medaille „Für heldenmütige Arbeit im Großen Vaterländischen Krieg 1941–1945“ ausgezeichnet.
Das Schtscherbakowgebirge im Königin-Maud-Land in der Ostantarktika ist ebenso nach ihm benannt wie ein Mineral namens Schtscherbakowit, ein Niob- und Tantalsilikat.

## Veröffentlichungen
- Месторождения радиоактивных руд и минералов Ферганы и задачи их дальнейшего исследования, (Lagerstätten radioaktiver Erze und Mineralien von Fergana und Aufgaben ihrer weiteren Erforschung), 1924
- Полезные ископаемые Южной Карелии, (Mineralien Südkareliens), 1925
- Поиски радиевых руд в Фергане, (Suche nach Radiumerzen in Ferghana), 1925
- Тюя-Муюнское месторождение радиевых руд в Фергане: отчет науч. экспед, (Tyuya-Muyunskoe Lagerstätte von Radiumerzen in Fergana: Bericht der wissenschaftlichen Expedition), 1925
- Замечательные геологические явления нашей страны, (Bemerkenswerte geologische Phänomene unseres Landes), 1941
- Книга для чтения по геологии: пособие для учителей средн, (Buch zum Lesen in Geologie: ein Leitfaden für Sekundarlehrer), 1941
- Горные богатства нашей родины, (Bergreichtum unseres Landes), 1948
- А. Е. Ферсман и его путешествия, (Fersman und seine Reisen), 1950, Neuauflage 1953
- Земная кора и геологические процессы, (Erdkruste und geologische Prozesse), 1951
- Мои путешествия: (Как я стал географом), (Meine Reisen: (Wie ich Geograph wurde)), 1951, Neuauflage 1954
- Новые проблемы советской геологии, (Neue Probleme der sowjetischen Geologie), 1955
- Антарктика и задачи её изучения: Материалы к лекции, (Die Antarktis und die Aufgaben ihrer Erforschung: Materialien für einen Vortrag), 1956
- Для чего ученые исследуют Антарктику, (Warum Wissenschaftler die Antarktis erforschen), 1956
- От Арктики до тропиков, (Von der Arktis zu den Tropen), 1960
- Чем занимается современная геология, (Was die moderne Geologie tut), 1961
- Пучины океана, (Tiefen des Ozeans), 1962
- Предвидение геолога, (Voraussicht des Geologen), 1964

in deutscher Sprache
- Mein Weg zum Pamir, Wunderlich-Verlag, Leipzig 1955
- Die neue sowjetische geochronologische Zeittafel, Akademie-Verlag, Berlin 1961
- Mit Hubschrauber und Geologenhammer, VEB Brockhaus, Leipzig 1963

## Hintergrundliteratur
- F. I. Wolfson: Дмитрий Иванович Щербаков. Жизнь и деятельность. 1893—1966, („Schtscherbakow, Dmitri Iwanowitsch. Leben und Arbeiten. 1893—1966“), 1969
- Meyers Großes Personenlexikon, S. 1193, Mannheim 1968